# Хесен-Ротенбург
Хесен-Ротенбург (на немски: Landgrafschaft Hessen-Rotenburg, Rotenburger Quart) е ландграфство от 1627 г. до 1834 г., под главното управление на Хесен-Касел. Управлява се от странична линия на Дом Хесен. Главната резиденция на Хесен-Ротенбург е дворец Ротенбург в град Ротенбург на Фулда.

## История
През 1627 г. Мориц († 1632), ландграф на Хесен-Касел от 1592 до 1627 г., образува ландграфството Хесен-Ротенбург (Paragium) за синовете си от втория му брак с Юлиана фон Насау-Диленбург († 1643). Той напуска трона през 1627 г. и синът му Херман получава частта Хесен-Ротенбург. Юлиана се премества с останалите си деца през 1629 г. в нейната нова резиденция Ротенбург.
През следващото време се образуват други странични линии:
- Хесен-Ешвеге,
- Хесен-Рейнфелс (млада линия),
- Хесен-Рейнфелс-Ротенбург и
- Хесен-Ванфрид, с Ешвеге и от 1711 г. с Хесен-Рейнфелс,

които съществуват обаче само най-много две генерации.
През 1834 г. страничната линия Хесен-Ротенбург изчезва и страната Хесен-Ротенбург отива обратно към Курфюрство Хесен.

## Ландграфове на Хесен-(Рейнфелс-)Ротенбург
- 1627 – 1658 Херман, ландграф на Хесен-Ротенбург

Хесен-Ротенбург попада 1658 г. на линията Хесен-Рейнфелс
- 1658 – 1693 Ернст I, от 1649 г. ландграф на Хесен-Рейнфелс и от 1655 г. ландграф на Хесен-Ешвеге
- 1693 – 1725 Вилхелм
- 1725 – 1749 Ернст II Леополд
- 1749 – 1778 Константин
- 1778 – 1812 Карл Емануел
- 1812 – 1834 Виктор Амадей